# Исполняющий обязанности (фильм)
«Исполняющий обязанности» — советский художественный фильм 1973 года, снятый на киностудии «Ленфильм».

## Краткое содержание
Фильм рассказывает о работе архитектурной мастерской, куда приходит студент-заочник Илья Фёдоров для выполнения своей курсовой работы — молодёжного кафе. Вскоре его привлекают к разработке плана реконструкции проспекта. Илья относится к своему делу серьёзно, творчески, хорошо понимая, что эта работа — задача не только архитектурная, но и психологическая: изменяются жизнь и судьбы людей, живущих на проспекте.

## В ролях
- Виктор Фокин — Илья Фёдоров
- Игорь Владимиров — архитектор
- Михаил Козаков — Александр Штерн, архитектор
- Ефим Копелян — Ашот Иванович Бадалян, архитектор
- Леонид Броневой — Тугодаев, заказчик проекта кафе из треста общепита
- Наталья Мартинсон — Катя Соколова, студентка-практикантка
- Татьяна Пельтцер — Вера Борисовна
- Елена Прудникова — Марина, жена Ильи Федорова
- Алиса Фрейндлих — Евгения Синеграч, техник-архитектор
- Ролан Быков — маляр
- Юрий Соловьёв — Юрий Павлович, архитектор
- Алексей Кожевников — рабочий на стройке кафе
- Пантелеймон Крымов — Яковлев, архитектор мастерской Кораблёва
- Анна Лисянская — архитектор «Сова»
- Эрнст Романов — врач скорой помощи, бывший муж Марины
- Жанна Сухопольская — эпизод
- Владимир Курашкин — сотрудник «Горпроекта»
- Андрей Гусев — сын маляра
- Расми Джабраилов — дворник
- Игорь Евсюков — Петя, сынишка

## Песня в фильме
- Булат Окуджава (исполнитель песни «Зачем мы перешли на „ты“»)
- Вокальный квартет «Аккорд» (Зоя Харабадзе, Шота Харабадзе, Инна Мясникова)
- Энгельберт Хампердинк

## Награды
- Диплом и медаль (художник Валерий Юркевич) на 1-м Ленинградском смотре творчества молодых (1974).